# Jarp
Jarp o Kharp (en ruso: Харп, en Nenets: Харп) es una localidad urbana (un asentamiento de tipo urbano) en el distrito Priuralsky del distrito autónomo de Yamalia-Nenetsia, Rusia. Está ubicada en la orilla del río Sob cerca de los Urales polares, a unos 1900 kilómetros al noreste de Moscú. Su población en el censo de 2010 era de 6.413 habitantes,habiendo disminuido desde los 7.278 del censo de 2002.
El asentamiento importante más cercano es Salekhard, a unos 45 kilómetros de distancia.
Jarp es la ubicación de las colonias penales IK-18 Polar Owl y IK-3 Polar Wolf.